# Erik Schouten
Erik Schouten (Westwoud, 16 agosto 1991) è un calciatore olandese, difensore del Willem II.

## Caratteristiche tecniche
È un difensore centrale.

## Carriera
Prodotto del settore giovanile dell'AZ Alkmaar, nel 2012 passa al Volendam con cui inizia la propria carriera professionistica debuttando il 2 novembre in occasione del match di Eerste Divisie vinto 4-0 contro l'AGOVV.

## Statistiche
Statistiche aggiornate al 6 settembre 2021.
| Stagione        | Squadra         | Campionato      | Campionato | Campionato | Coppe nazionali | Coppe nazionali | Coppe nazionali | Coppe continentali | Coppe continentali | Coppe continentali | Altre coppe | Altre coppe | Altre coppe | Totale | Totale |
| Stagione        | Squadra         | Comp            | Pres       | Reti       | Comp            | Pres            | Reti            | Comp               | Pres               | Reti               | Comp        | Pres        | Reti        | Pres   | Reti   |
| --------------- | --------------- | --------------- | ---------- | ---------- | --------------- | --------------- | --------------- | ------------------ | ------------------ | ------------------ | ----------- | ----------- | ----------- | ------ | ------ |
| 2012-2013       | Volendam        | 1D              | 3          | 0          | CO              | 0               | 0               |                    | -                  | -                  |             | -           | -           | 3      | 0      |
| 2013-2014       | Volendam        | 1D              | 24         | 0          | CO              | 0               | 0               |                    | -                  | -                  |             | -           | -           | 24     | 0      |
| 2014-2015       | Volendam        | 1D              | 17+2       | 1+0        | CO              | 2               | 0               |                    | -                  | -                  |             | -           | -           | 21     | 1      |
| 2015-2016       | Volendam        | 1D              | 34+2       | 6+0        | CO              | 1               | 0               |                    | -                  | -                  |             | -           | -           | 37     | 6      |
| 2016-2017       | Volendam        | 1D              | 37+2       | 0          | CO              | 4               | 1               |                    | -                  | -                  |             | -           | -           | 43     | 1      |
| 2017-2018       | Volendam        | 1D              | 24         | 0          | CO              | 2               | 0               |                    | -                  | -                  |             | -           | -           | 26     | 0      |
| 2018-2019       | Volendam        | 1D              | 3          | 0          | CO              | 0               | 0               |                    | -                  | -                  |             | -           | -           | 3      | 0      |
| 2019-2020       | Cambuur         | 1D              | 27         | 1          | CO              | 1               | 0               |                    | -                  | -                  |             | -           | -           | 28     | 1      |
| 2020-2021       | Cambuur         | 1D              | 31         | 4          | CO              | 0               | 0               |                    | -                  | -                  |             | -           | -           | 31     | 4      |
| 2021-2022       | Cambuur         | ED              | 4          | 0          | CO              | 0               | 0               |                    | -                  | -                  |             | -           | -           | 4      | 0      |
| Totale carriera | Totale carriera | Totale carriera | 211        | 12         |                 | 10              | 1               |                    | 0                  | 0                  |             | -           | -           | 221    | 13     |

## Palmarès

### Club

#### Competizioni nazionali
- Eerste Divisie: 2

Cambuur: 2020-2021
Willem II: 2023-2024